# Ozola pulverulenta
Ozola pulverulenta är en fjärilsart som beskrevs av W. Warren 1897. Ozola pulverulenta ingår i släktet Ozola och familjen mätare. Inga underarter finns listade i Catalogue of Life.